# 宋湛谦
宋湛谦（1942年7月22日—），汉族，出生于上海市，林业工程与林产化学加工专家。

## 生平
1964年毕业于中国科学技术大学，现任中国林业科学研究院首席科学家、博士生导师，1999年当选为中国工程院院士。2008年，当选第十一届全国政协委员，代表农业界，分入第三十九组。

## 家族
父宋鴻鏘。